# Koekoeksbloemspanner
De koekoeksbloemspanner (Perizoma affinitata) is een nachtvlinder uit de familie van de spanners (Geometridae). 

## Kenmerken
De voorvleugellengte bedraagt tussen de 12 en 15 mm. De basiskleur van de voorvleugel is donker grijsbruin. Even buiten het midden loopt een dubbele witte dwarslijn met ongeveer halverwege een inkeping aan de binnenkant. De achtervleugel is grijsbruin.

## Levenscyclus
De koekoeksbloemspanner gebruikt dagkoekoeksbloem en andere soorten Silene als waardplanten. De rups is te vinden van juni tot september. De soort overwintert als pop. Er zijn jaarlijks twee generaties die vliegen van begin mei tot in september.

## Voorkomen
De soort komt verspreid over een groot deel van Europa voor. De koekoeksbloemspanner is in Nederland een zeer zeldzame en in België een schaarse soort. 